# Apareiodon davisi
Apareiodon davisi és una espècie de peix de la família dels parodòntids i de l'ordre dels caraciformes.

## Morfologia
Els mascles poden assolir 5,9 cm de longitud total.

## Hàbitat
És un peix d'aigua dolça i de clima tropical.

## Distribució geogràfica
Es troba a Sud-amèrica: conques dels rius Jaguaribe i Paraíba.